# Бернхард II фон Бентхайм
Бернхард II фон Бентхайм (на немски: Bernhard II von Bentheim; † 28 ноември 1472/ или 1473/ или 28 ноември 1476) от фамилията Гьотерсвик е граф на Графство Бентхайм и господар на Щайнфурт.

## Произход и наследство
Той е син на граф Ебервин I фон Бентхайм-Гьотерсвик († 1454) и втората му съпруга Гизберта фон Бронкхорст († сл. 1489), наследничка на Отенщайн, дъщеря на Ото фон Бронкхорст († 1458) и Агнес фон Золмс-Браунфелс († 1439). Внук е на Арнолд III фон Гьотерсвик († 1403) и съпругата му Матилда фон Райфершайд-Бедбург († сл. 1445). Потомък е на Арнолд I фон Гьотерсвик († сл. 1228) и съпругата му фон Гемен. Брат е на Арнолд I фон Бентхайм-Щайнфурт († 16 февруари 1466, убит в битка при Клеве).
Баща му Ебервин I фон Бентхайм-Гьотерсвик наследява през 1421 г. графството Бентхайм от чичо му граф Бернхард I фон Бентхайм († 1421), през 1425 г. става също господар на Отенщайн и от 1451 г. господар на Щайнфурт. Неговите наследници се разделят на линиите Бентхайм-Щайнфурт и Бентхайм.
Бернхард II фон Бентхайм умира на 28 ноември 1472 или 1473/1476 г. и е погребан в Цутфен. Графството Бентхайм става през 1500 г. импреско графство.

## Фамилия
Бернхард II фон Бентхайм се жени на 14 август 1459 г. за Анна фон Егмонт (* ok. 1442; † 1461/1 септември 1462), внучка на Ян II от Егмонт († 1451), дъщеря на Вилхелм IV фон Егмонт (1412 – 1483) и графиня Валпургис фон Мьорс-Саарверден (1415 – 1459). Те имат един син:
- Евервин/Ебервин II фон Бентхайм (* 1 септември 1461; † 13 декември 1530, Нойенхауз, Бентхайм), граф на Бентхайм (1473 – 1530) и щатхалтер на Фризия, женен I. на 7 юни 1489 и на 14 септември 1489 г. за принцеса Ингеборг фон Мекленбург-Щаргард († 8 април 1509), II. на 8 април 1529 г. за графиня Кордула фон Холщайн-Шауенбург (* ок. 1516; † между 1 януари 1542 – 20 ноември 1542)